# Santa Margarita (Rafael)

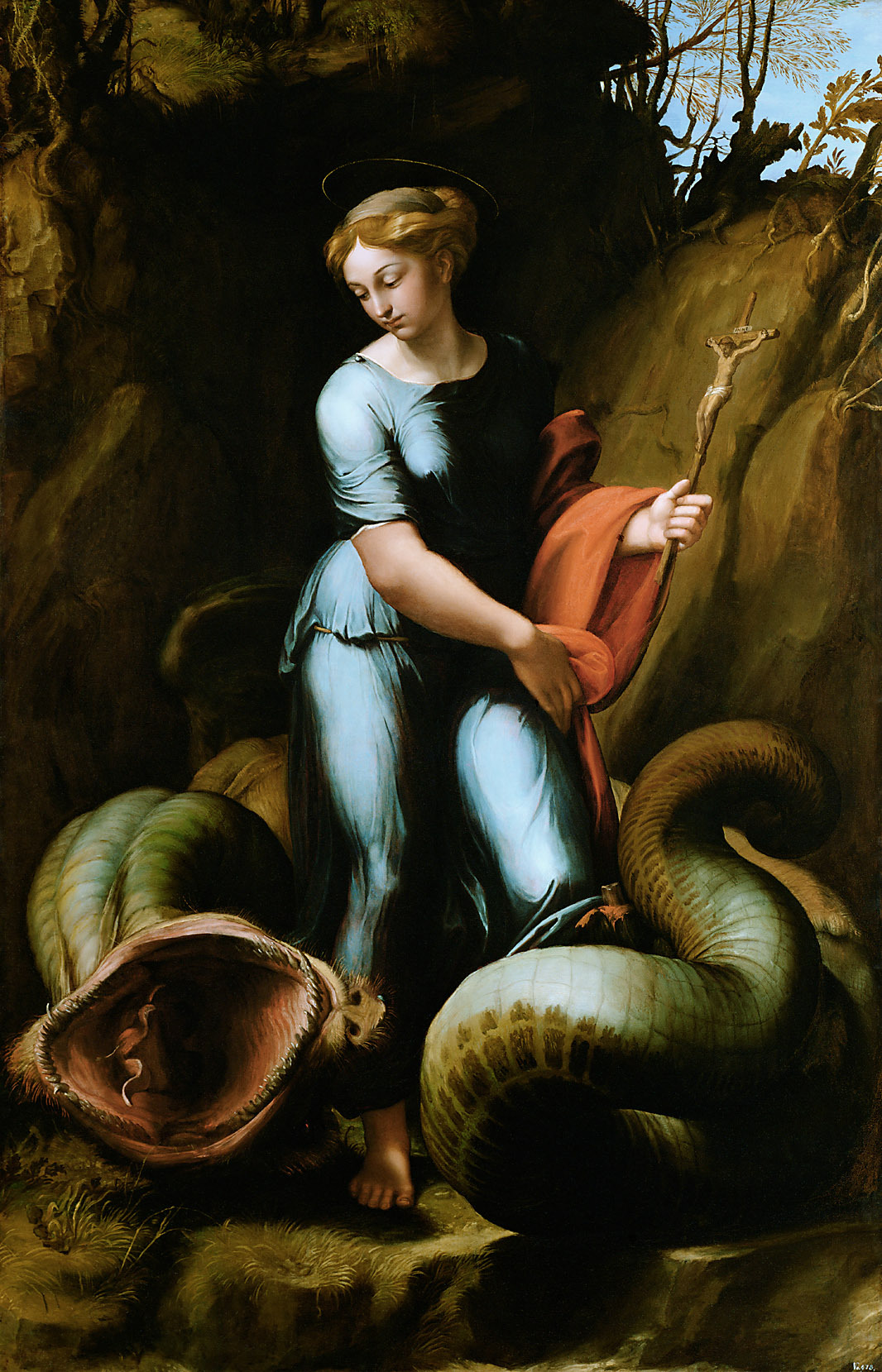
Santa Margarita, Rafael; hacia 1518.

Santa Margarita es una pintura de Rafael de hacia 1518, en los últimos años de su actividad, conservada en el Kunsthistorisches Museum de Viena. Pintada sobre tabla de roble, representa a Santa Margarita de Antioquía, una de las santas cristianas más populares durante la Edad Media y el Renacimiento.

## Descripción
La pintura muestra a la santa en el fondo de la barranca donde fue arrojada por el prefecto Olibrio, tras ser rechazado por ella. La santa, vestida como doncella romana, está representada derrotando al diablo que se le aparece en forma de dragón en su prisión para tentarla —y, según la Leyenda Áurea, devorarla— por lo que el dragón vencido a sus pies con la cruz o encadenado será su atributo tradicional.

## Historia
Pintada para el abad de San Benedetto de Venecia, se tienen noticias de esta pintura desde 1528, cuando Marcantonio Michiel la citó en poder de Zuanantonio Venier. En 1638 pasó a poder de un noble inglés, lord Hamilton, y de este a la colección del archiduque Leopoldo Guillermo en Bruselas, en la que iba a ocupar un lugar preeminente, como se puede apreciar en varios de los retratos que de la colección ducal hizo David Teniers el Joven, entre ellos el conservado en el Museo del Prado donde la Santa Margarita de Rafael, en primer plano, es el cuadro más cercano al archiduque y el único cubierto por un paño o cortina, como solía hacerse con los cuadros más valorados. Teniers hizo además, como de otros cuadros de la colección archiducal, una copia en tamaño reducido, ahora en Glasgow, para servir de modelo a Jan van Troyen, autor del grabado incluido en el Theatrum Pictorium, repertorio de 243 pinturas italianas de la colección del archiduque preparado por Teniers y editado en 1660 con objeto de dar a conocer la colección y los gustos artísticos de su propietario entre los amantes del arte.
A pesar del enorme prestigio del que la pintura había gozado en el pasado, en el siglo XIX la autografía fue cuestionada y generalmente asignada a Giulio Romano, bien solo o en colaboración con Luca Penni. Para Jean-Pierre Cuzin, que prefería la Santa Margarita del musée du Louvre, actualmente atribuida a Rafael en colaboración con Giulio Romano, el dibujo podría deberse a Rafael, no así la ejecución, y encontraba influencias de la Leda de Leonardo da Vinci.